# 르완다 국제형사재판소
르완다 국제형사재판소(영어: ICTR; International Criminal Tribunal for Rwanda; 프랑스어: Tribunal pénal international pour le Rwanda)는 1994년 11월 유엔 안전보장이사회가 제955호 결의안을 통해 설립한 국제법원으로, 아프리카 르완다에서 발생한 르완다 대량학살과 기타 심각한 국제법 위반 혐의 기소자나 르완다 국적의 인근 국가 거주자를 재판하기 위해 1994년 12월 31일 설립되었다.
1995년 유엔 제977호 결의에 따라 탄자니아 아루샤에 본부가 위치하게 되었다. 1998년에는 제1165호 결의안에 의거, 재판소의 운영이 확대되었다.
안보리는 여러 결의안을 통해 재판소에 2004년 말까지 조사를 완료하고 2008년 말까지 모든 재판 활동을 완료하며 2012년까지 모든 작업을 완료할 것을 촉구하였다. 재판소는 집단학살, 반인륜 범죄, 제네바 협약 제3조 등의 위반에 대한 관할권을 바탕으로 작업을 시작하게 되었다.

## 르완다 집단학살
르완다 집단학살은 투치족과 후투족 간의 내전으로 80만명 가량이 숨진 사건이다.

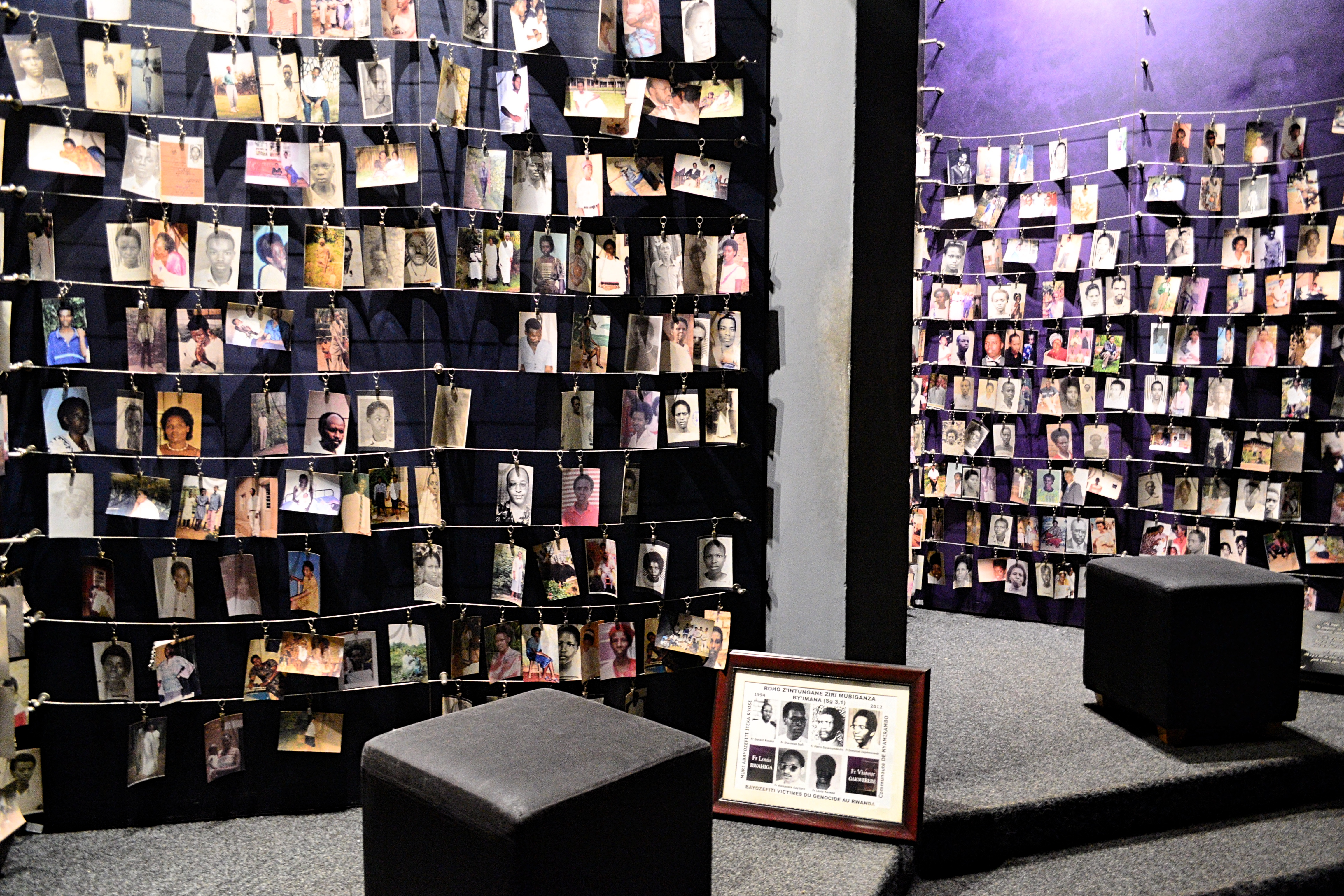
대량학살 추모센터에 전시된 대량학살 희생자들의 사진

다수 민족인 후투족과 소수 민족인 투치족 간의 갈등은 시간이 지나면서 심화하여 갔지만, 특히 19세기 후반과 20세기 초반 독일과 벨기에가 르완다를 식민지화하면서 더욱 심해져갔다.

## 재판

### 재판부 1
| #   | 판사            | 국가         | 지위          |
| --- | --------------- | ------------ | ------------- |
| 19. | 엠파라니 라존슨 | 마다가스카르 | 비상임 재판관 |

### 재판부 2
| #   | 판사               | 국가     | 지위          |
| --- | ------------------ | -------- | ------------- |
| 4.  | 윌리엄 세쿨레      | 탄자니아 | 재판장        |
| 14. | 솔로미 발룬기 보사 | 우간다   | 비상임 재판관 |
| 15. | 리 가쿠지아 무토가 | 케냐     | 비상임 재판관 |
| 16. | 박선기             | 대한민국 | 비상임 재판관 |

### 재판부 3
| #   | 판사                        | 국가         | 지위              |
| --- | --------------------------- | ------------ | ----------------- |
| 1.  | 바그 조엔센                 | 덴마크       | ICTR 회장, 재판장 |
| 2.  | 플로렌스 리타 아레이        | 카메룬       | ICTR 부회장, 회원 |
| 17. | 그베르다오 구스타브 캄      | 부르키나파소 | 비상임 재판관     |
| 13. | 바흐티야르 R.투즈무카메도프 | 러시아       | 재판관            |
| 18. | 로버트 프레머               | 체코         | 재판관            |

| #   | 판사             | 국가         | 지위   |
| --- | ---------------- | ------------ | ------ |
| 3.  | 테오도르 메론    | 미국         | 재판장 |
| 5.  | 패트릭 로빈슨    | 자메이카     | 재판관 |
| 7.  | 파우스토 포카    | 이탈리아     | 재판관 |
| 8.  | 류다군           | 중국         | 재판관 |
| 6.  | 메흐메트 귀니    | 튀르키예     | 재판관 |
| 11. | 카멜 아기우스    | 몰타         | 재판관 |
| 9.  | 아를렛 라마로손  | 마다가스카르 | 재판관 |
| 10. | 안드레시아 바즈  | 세네갈       | 재판관 |
| 12. | 칼리다 라시드 칸 | 파키스탄     | 재판관 |

### 재판관의 역할
비상임재판관은 재판소장의 요청으로 유엔 사무총장의 임명에 따라 재판 업무를 담당하게 된다. 2003년 6월, 대한민국의 박선기 변호사가 비상임 재판관에 당선되었다. 2004년 9월 전범 관련 재판을 맡았다.

## 같이 보기
- 대량학살협약
- 국제형사재판소
- 유고슬라비아 국제형사재판소
- 공동범죄조직